# Caroline Schelling

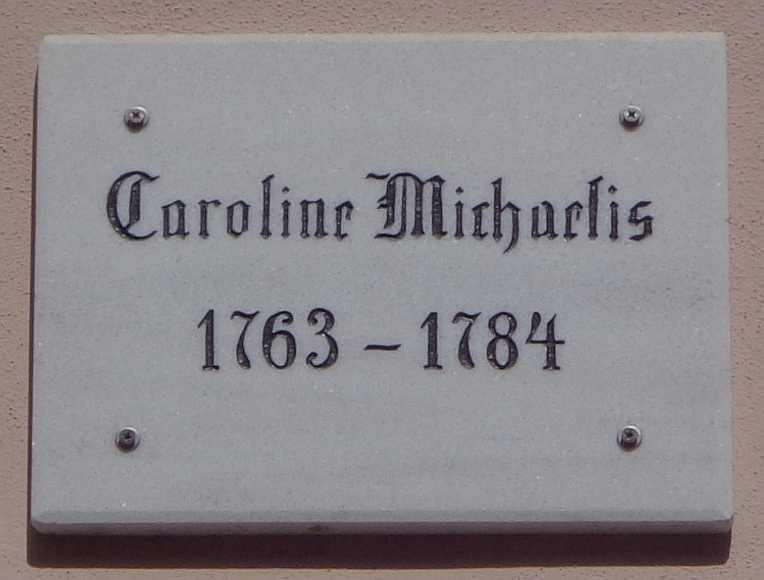
Tabliczka pamiątkowa Caroline Schelling w Getyndze

Caroline Schelling, urodzona jako Caroline Michaelis (ur. 2 września 1763 w Getyndze, zm. 7 września 1809 w Maulbronn) – niemiecka pisarka i tłumaczka epoki romantyzmu.

## Życiorys[1]
Była córką profesora, Johanna Davida Michaelisa, znanego orientalisty i teologa, dumy Uniwersytetu w Getyndze. Miała przyrodniego brata, Fritza.
Michaelis kochała książki i chciała też żyć jak osoba duchowa. Ojciec zostawił swoją mądrą córkę dobrym prywatnym nauczycielom, którzy uczyli ją języków obcych, a także historii, arytmetyki i filozofii. Czytała treści Davida Hume, Szekspira i papieża w oryginale. Przetłumaczyła też komedie Goldoniego i wątpiła w wyłączną odpowiedzialność religii za prawdę.
Jako młoda dziewczyna należała wraz ze swoimi siostrami i przyjaciółką, Teresą Heyne, córką naukowca, do specjalnej grupy, która zajmowała się profesjonalnym czytaniem.

### Małżeństwo z Böhmerem
15 czerwca 1784 wyszła za mąż, za Johanna Franza Wilhelma Böhmera (1754–1788), syna prawnika, Georga Ludwiga Böhmera. 28 kwietnia 1785 para doczekała się pierwszego dziecka, córki – Auguste Böhmer, do której mówiono – Gustel. 23 kwietnia 1787 przyszła na świat ich druga córka, Therese Böhmer, którą nazywano pieszczotliwie Różyczką. 4 lutego 1788 zmarł mąż Böhmer, kiedy była w trzeciej ciąży. Po śmierci męża Böhmer przeprowadziła się z córkami do swoich rodziców. Tam urodziła w 1788, w sierpniu syna – Wilhelma, który żył tylko kilka tygodni. W 1789 Böhmer przeprowadziła się wraz z córkami do swojego przyrodniego brata, Christiana Friedricha Michaelisa – nazywanego – Fritzem, do Marburga, który był profesorem medycyny. 17 grudnia 1789 zmarła jej najmłodsza córka, Therese. W 1789 Böhmer przeprowadziła się ze swoją najstarszą córką do Getyngi.
Najważniejszy okres jej życia rozpoczął się po śmierci jej pierwszego męża podczas pobytu w Moguncji, gdzie wybuchła rewolucja francuska w 1792. W czasie rewolucji Böhmer poznała niemieckiego Jakobina, Georga Forstera. Oboje intensywnie zajmowali się ideami i politycznymi celami rewolucji. W 1793 Caroline Böhmer została aresztowana na kilka miesięcy, ponieważ oczerniono ją jako kochankę i rewolucjonistkę Forstera.

### August Wilhelm Schlegel
August Wilhelm Schlegel, błyskotliwy student, oczarowany przez kobiety zakochał się w Caroline Böhmer. W 1796 Böhmer wyszła za mąż, za Schlegela, by po uwolnieniu z aresztu odzyskać pozycję społeczną.
Po wyjściu z aresztu i ślubie z Augustem kolejne lata wczesnego romantyzmu były nierozerwalnie związane z jej imieniem. Jej dom stał się prawdziwym przedmiotem zainteresowania niemieckich postaci literackich. Schlegel swoją prostotą i krytyką ukształtowała opinie swoich przyjaciół. Pracowała nad nowo założonym magazynem – Athenäum, forum romantyków, pisała recenzje. Pomagała przy przetłumaczeniu Szekspira i zasłynęła dzięki swojej pracy przy dziełach Goethe.

### Friedrich Schelling
W 1803 związek małżeński ze Schlegelem rozpadł się, a po śmierci jej jedynej córki z pierwszego małżeństwa po raz trzeci wyszła za mąż, za filozofa, Friedricha Schellinga, którego pracę wspierała aż do śmierci.

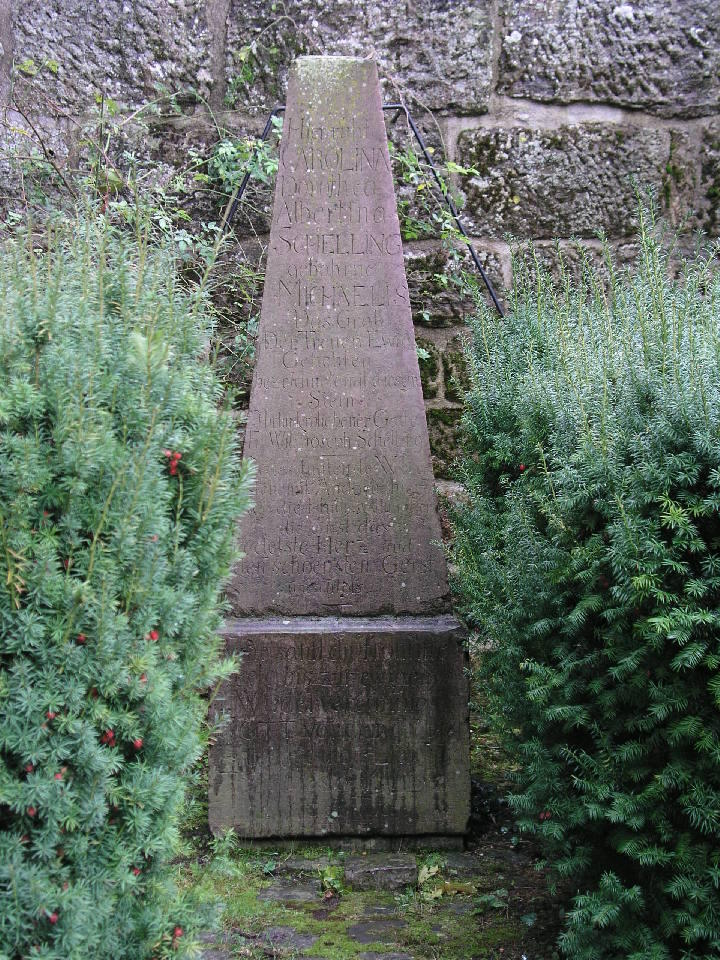
Obelisk na grobie Caroline Schelling w Maulbronn

Zmarła 7 września 1809 w Maulbronn. Tam też została pochowana.

## Literatura
- Sabine Appel: Caroline Schlegel-Schelling: Das Wagnis der Freiheit., 2013, ISBN 978-3-412-20282-8.
- Irma Brandes: Caroline. Lebensbild der Romantik. Ein biographischer Roman um Caroline Schlegel-Schelling., 1978, ISBN 3-596-22031-9.
- Volker Ebersbach: Schelling, Dorothea Caroline Albertina von, geborene Michaelis, 1784–1796 Böhmer, 1796–1803 Schlegel, seit 1803 Schelling., ISBN 3-428-11203-2.
- Volker Ebersbach: Caroline. Historischer Roman., 1989, 1997, ISBN 3-548-30278-5.
- Gisela Horn: Mir kann nicht genügen an dieser bedingten Freiheit. Frauen der Jenaer Romantik., 2013, ISBN 978-3-00-043496-9.
- Eckart Kleßmann: Caroline. 1975, ISBN 3-471-77935-3.
- Eckart Kleßmann: Ich war kühn, aber nicht frevelhaft. Das Leben der Caroline Schlegel-Schelling., 2009, ISBN 978-3-548-60838-9.
- Eckart Kleßmann: Universitätsmamsellen. Fünf aufgeklärte Frauen zwischen Rokoko, Revolution und Romantik., 2008, ISBN 978-3-8218-4588-3.
- Martin Reulecke: Caroline Schlegel-Schelling. Virtuosin der Freiheit. Eine kommentierte Bibliographie., 2010, ISBN 978-3-8260-4349-9.
- Brigitte Roßbeck: Zum Trotz glücklich. Caroline Schlegel-Schelling, 2009, ISBN 978-3-570-55085-4.
- Barbara Sichtermann: Ein freies Frauenzimmer. Caroline Schlegel-Schelling., 2013, ISBN 978-3-86915-066-6.